# شباب مايو
شباب مايو (هانغل: 오월의 청춘)؛ هو مسلسل تلفزيوني كوري جنوبي لعام 2021 من بطولة لي دو هيون، غو مين شي، لي سانغ يي وكيوم ساي روك. تم عرضه لأول مرة على كي بي إس 2 في 3 مايو 2021 ، وتم بثه كل يوم الإثنين والثلاثاء الساعة 21:30 (KST) حتى 8 يونيو 2021 لمدة 12 حلقة.

## قصة
تدور الأحداث في عام 1980 أثناء انتفاضة جوانجو ، هذه الدراما تحكي قصة حب طالب الطب هوانج هي تاي والممرضة كيم ميونج هي اللذان يبدو أن حبهما مُقدر.

## طاقم
- لي دو هيون في دور هوانغ هي تاي[7]
  - تشوي وون يونغ في دور هوانغ هي تاي

ابن هوانغ جي نام وابن سونغ هاي ريونغ. طالب طب لديه جانب ماكر ومزعج. على الرغم من أن هوانج هي-تاي التحق بكلية الطب بجامعة سيول بأعلى الدرجات، إلا أنه أجّل تخرجه بسبب صدمة. يبدو هي تاي مرتاحًا ومرحا، لكنه شخصية أكثر تفكيرًا من أي شخص آخر في الداخل.
- غو مين شي بدور كيم ميونغ هي[8]

ابنة كيم هيون تشيول الوحيدة. ميونغ هي ممرضة بعد ثلاث سنوات من حياتها المهنية، وهي ومحاربة مرت بالفعل بكل أنواع الصعوبات في حياتها الصغيرة. عندما تواجه الظلم، فهي لا تخشى الوقوف في وجه رؤسائها في المستشفى، وبغض النظر عن الصعوبات التي تواجهها، فهي تطارد حلمها بعزم. على الرغم من صغر سنها نسبيًا ، فإن ميونغ هي هي العائل المسؤول التي تعمل بجد لكسب لقمة العيش وترسل الأموال إلى شقيقها الأصغر في المنزل.
- لي سانغ يي في دور لي سو تشان[9]

شقيق سو ريون وابن لي تشانغ جيون، هو رجل أعمال يعمل في شركة تجارية بعد عودته من دراسته في فرنسا. هو الاخ أكبر، الذي يعطي أهمية للأسرة أكثر من نفسه.
- كيوم ساي روك بدور لي سو ريون[10]

شقيقة سو تشان وابنة لي تشانغ جيون. طالبة قانون تكافح بشدة من أجل العدالة الاجتماعية، لأنها تشعر بالمسئولية لانتمائها لعائلة ثرية. لي سو-ريون صديقة قديمة ميونغ هي.

## المشاهدات
| الموسم | الموسم | رقم الحلقة | رقم الحلقة | رقم الحلقة | رقم الحلقة | رقم الحلقة | رقم الحلقة | رقم الحلقة | رقم الحلقة | رقم الحلقة | رقم الحلقة | رقم الحلقة | رقم الحلقة | المتوسط |
| الموسم | الموسم | 1          | 2          | 3          | 4          | 5          | 6          | 7          | 8          | 9          | 10         | 11         | 12         | المتوسط |
| ------ | ------ | ---------- | ---------- | ---------- | ---------- | ---------- | ---------- | ---------- | ---------- | ---------- | ---------- | ---------- | ---------- | ------- |
|        | 1      | غ/م        | غ/م        | 861        | 738        | غ/م        | 862        | 907        | 957        | 798        | 885        | 927        | 908        | N/A     |

| الحلقة | جزء    | تاريخ البث   | متوسط حصة الجمهور (على الصعيد الوطني) | متوسط حصة الجمهور (على الصعيد الوطني) |
| الحلقة | جزء    | تاريخ البث   | نيلسن كوريا                           | تقييمات TNmS                          |
| ------ | ------ | ------------ | ------------------------------------- | ------------------------------------- |
| 1      | 1      | 3 مايو 2021  | 4.4٪ (NR)                             | 4.8٪ (NR)                             |
| 1      | 2      | 3 مايو 2021  | 4.9٪ (NR)                             | 5.7٪ (16)                             |
| 2      | 1      | 4 مايو 2021  | 3.7٪ (NR)                             | غير متاح                              |
| 2      | 2      | 4 مايو 2021  | 4.7٪ (20)                             | 5.5٪ (14)                             |
| 3      | 1      | 10 مايو 2021 | 4.0٪ (NR)                             | غير متاح                              |
| 3      | 2      | 10 مايو 2021 | 5.1٪ (NR)                             | 5.3٪ (19)                             |
| 4      | 1      | 11 مايو 2021 | 3.2٪ (NR)                             | غير متاح                              |
| 4      | 2      | 11 مايو 2021 | 4.4٪ (NR)                             | 5.2٪ (17)                             |
| 5      | 1      | 17 مايو 2021 | 3.8٪ (NR)                             | غير متاح                              |
| 5      | 2      | 17 مايو 2021 | 4.6٪ (NR)                             | 5.4٪ (16)                             |
| 6      | 1      | 18 مايو 2021 | 4.0٪ (NR)                             | غير متاح                              |
| 6      | 2      | 18 مايو 2021 | 5.2٪ (17)                             | 4.8٪ (16)                             |
| 7      | 1      | 24 مايو 2021 | 4.2٪ (NR)                             | غير متاح                              |
| 7      | 2      | 24 مايو 2021 | 5.0٪ (NR)                             | 5.2٪ (19)                             |
| 8      | 1      | 25 مايو 2021 | 4.3٪ (NR)                             | غير متاح                              |
| 8      | 2      | 25 مايو 2021 | 5.7٪ (12)                             | 5.6٪ (14)                             |
| 9      | 1      | 31 مايو 2021 | 4.0٪ (NR)                             | غير متاح                              |
| 9      | 2      | 31 مايو 2021 | 4.9٪ (NR)                             | 4.9٪ (20)                             |
| 10     | 1      | 1 يونيو 2021 | 4.4٪ (NR)                             | غير متاح                              |
| 10     | 2      | 1 يونيو 2021 | 5.6٪ (الثالث عشر)                     | 5.0٪ (18)                             |
| 11     | 1      | 7 يونيو 2021 | 4.5٪ (NR)                             | غير متاح                              |
| 11     | 2      | 7 يونيو 2021 | 5.3٪ (18)                             | 5.0٪ (20)                             |
| 12     | 1      | 8 يونيو 2021 | 4.6٪ (NR)                             | غير متاح                              |
| 12     | 2      | 8 يونيو 2021 | 5.6٪ (11)                             | 6.1٪ (11)                             |
| المعدل | المعدل | المعدل       | 4.3٪                                  | 5.2٪                                  |

## الإنتاج
في 6 أكتوبر 2020 ، أعلنت الوكالة الخاصة بـ لي دو هيون وغو مين شي أنهما في محادثات للإنضمام الأدوار الرئيسية. تم تأكيد مشاركتهم في المسلسل في 21 ديسمبر، مما يجعله تعاونهم الثاني بعد مسلسل منزل جميل (2020).

## روابط خارجية
- شباب مايو على موقع IMDb (الإنجليزية)
- شباب مايو على موقع نتفليكس (الإنجليزية)
- شباب مايو على موقع كينوبويسك (الروسية)
- شباب مايو على موقع قاعدة بيانات الفيلم (الإنجليزية)